# Patrick Mauvilly
Patrick Mauvilly (né le 31 janvier 1954 à Besançon) est un coureur cycliste français, actif dans les années 1970 et 1980.

## Biographie
Chez les amateurs, Patrick Mauvilly se distingue lors de la saison 1975 en remportant une étape du Tour de Yougoslavie, sous les couleurs de l'équipe de France. Il se classe également 2e et 3e d'étapes sur le Tour du Limousin (course "open" à l'époque), face à plusieurs coureurs professionnels.  
Il passe professionnel en 1976 au sein de l'équipe de Jean de Gribaldy,. Cinquième d'une étape sur le Critérium du Dauphiné libéré, il court ensuite chez Miko-Mercier-Hutchinson en 1977. Il obtient son meilleur résultat au mois d'avril avec une troisième place sur Paris-Camembert.

## Palmarès
- 1974
  - Tour du Chablais
- 1975
  - 6eb étape du Tour de Yougoslavie
  - 2e de la Flèche d'or (avec Michel Charlier)
- 1977
  - 3e de Paris-Camembert
- 1979
  - Circuit des Monts du Livradois
- 1981
  - 2e du Grand Prix des Carreleurs
- 1982
  - Critérium du Printemps